# أنتونيفكا (محافظة كيرسون)
أنتونيفكا (Антонівка) هي بلدة من النمط المدني في محافظة كيرسون في أوكرانيا.